# Berberodes delicata
Berberodes delicata är en fjärilsart som beskrevs av W. Warren 1906. Berberodes delicata ingår i släktet Berberodes och familjen mätare. Inga underarter finns listade i Catalogue of Life.